# Орсук
Орсук — село в Петровск-Забайкальском районе Забайкальского края России. Входит в состав сельского поселения «Катангарское».

## География
Село находится в центральной части района, на правом берегу реки Хилок, на расстоянии примерно 31 километра (по прямой) к юго-юго-западу (SSW) от города Петровска-Забайкальского. Абсолютная высота — 709 метров над уровнем моря.
Климат
Климат характеризуется как резко континентальный, с продолжительной морозной зимой и коротким тёплым летом. Среднегодовая температура воздуха составляет −8,2 °С. Средняя многолетняя температура самого холодного месяца (января) составляет −27 — −26 °С (абсолютный минимум — −55 °С), температура самого тёплого (июля) — 16 — 17 °С (абсолютный максимум — 38 °С). Безморозный период длится в течение 60 — 80 дней. Среднегодовое количество осадков — 400 мм.
Часовой пояс
Село Орсук находится в часовой зоне МСК+6. Смещение применяемого времени относительно UTC составляет +9:00.

## Население
| 1926 | 1989 | 2002 | 2010 | 2021 |
| ---- | ---- | ---- | ---- | ---- |
| 462  | ↘240 | ↘213 | →213 | ↘200 |

Половой состав
По данным Всероссийской переписи населения 2010 года в гендерной структуре населения мужчины составляли 54,9 %, женщины — соответственно 45,1 %.
Национальный состав
Согласно результатам переписи 2002 года, в национальной структуре населения русские составляли 99 % из 213 чел.

## Инфраструктура
В селе функционируют начальная школа — детский сад, дом культуры, библиотека и фельдшерско-акушерский пункт.

## Улицы
Уличная сеть села состоит из двух улиц:
- ул. Кооперативная
- ул. Трактовая